# Яремче (гміна)
Ґміна Яремче — адміністративна субодиниця Надвірнянського повіту Станіславського воєводства і Крайсгауптманшафту Станіслав. Утворена 1 серпня 1934 року згідно з розпорядженням Міністерства внутрішніх справ РП від 21 липня 1934 за підписом міністра Мар'яна Зиндрама-Косьцялковського під час адміністративної реформи. Село Яремче стало центром сільської ґміни Яремче. Ґміна утворена з попередніх самоврядних сільських гмін Дора, Ямна, Яремче, Луг.
У 1934 р. територія ґміни становила 148,92 км². Населення ґміни станом на 1931 рік становило 5 536 осіб. Налічувалось 1 616 житлових будинків.
Ґміна ліквідована 17 січня 1940 р. у зв’язку з утворенням Яремчанського району. Ґміна була відновлена на час німецької окупації з липня 1941 р. до липня 1944 р.